# Colubrina beccariana
Colubrina beccariana är en brakvedsväxtart som beskrevs av Otto Warburg. Colubrina beccariana ingår i släktet Colubrina och familjen brakvedsväxter. Inga underarter finns listade i Catalogue of Life.